# Giovanni Francesco Busenello

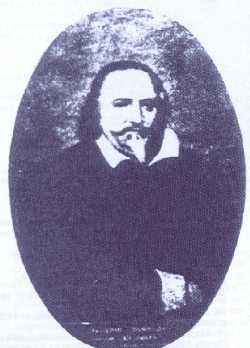
Giovanni Busenello

Giovanni Francesco Busenello (nasceu em Veneza, 24 Setembro 1598; morreu em Legnaro, nr Padua, 27 Outubro 1659) foi um advogado italiano, libretista e poeta do século XVII. 
Filho de uma nobre família veneziana, estudou na Universidade de Padua, e de acordo com ele, foi ensinado por Paolo Sarpi e Cesare Cremonino. Começou a praticar advocacia em 1623, e é considerado que ele foi muito bem sucedido em sua carreira. Membro de várias academias literárias, notavelmente a Umoristi, a Imperfetti, e a Accademia degli Incogniti. a última dominou o aspecto literário da ópera veneziana por muitos anos. A produção de versos de Busenello foi abundante, e incluiu vários poemas dedicados a cantores.
Na história músical, ele é lembrado por seus cinco libretos, cada um escrito para a ópera veneziana, e montadas por Claudio Monteverdi e Francesco Cavalli. Seu libreto para Gli amori d'Apollo e di Dafne (Francesco Cavalli, 1640) é altamente baseado na Giovanni Battista Guarini's Il pastor fido, enquanto L'incoronazione di Poppea (1642), feita por Monteverdi, é notada entre libretos primitivos por sua força e vivacidade que os personagens individuais são esboçados. Seus outros trabalhos, todos montados por Cavalli, são La Didone (1641), La prosperità infelice di Giulio Cesare dittatore (1646, música perdida, provavelmente nunca composta) and La Statira (1655).